# Henry Slesar
Henry Slesar (* 12. Juni 1927 in New York (NY); † 2. April 2002 ebenda), geboren als Henry Schlosser, war ein US-amerikanischer Werbetexter, Thriller-, Krimi- und Science-Fiction-Autor, Dramatiker und Drehbuchautor.

## Leben
Henry Slesar wurde 1927 als Sohn deutscher und russischer Einwanderer in New York geboren. Mit 17 Jahren begann er seine Karriere als Werbetexter für die New Yorker Agentur Young & Rubicam, eine Tätigkeit, die er bis in die 1990er Jahre ausführte, nur unterbrochen vom Armeedienst 1946–1949. Zunächst war er bis 1957 künstlerischer Leiter bei Robert W. Orr & Associates, bekleidete weitere leitende Positionen in der Werbebranche und gründete schließlich 1964 eine eigene Agentur, Slesar & Kanzer, und 1974 eine weitere, Slesar & Manuela.
Ab 1955 veröffentlichte Slesar Kurzgeschichten in verschiedenen Zeitschriften, unter anderem im Playboy und dem Magazin Imaginative Tales. Er schrieb auch unter den Pseudonymen O. H. Leslie, Eli Jerome, Jay Street und dem (fast-)Anagramm Sley Harson (zusammen mit seinem Freund Harlan Ellison) sowie unter, mit diversen anderen Autoren geteilten, Verlagspseudonymen wie Lawrence Chandler, E. K. Jarvis, Ivar Jorgensen, Clyde Mitchell und Gerald Vance.
Slesar starb am 2. April 2002 in New York an Komplikationen nach einer Operation.

## Werk
Henry Slesar veröffentlichte an die 500 Kurzgeschichten, 55 Hörspiele, sechs Romane und war an mehr als 50 Drehbüchern beteiligt, unter anderem für Alfred Hitchcock, Batman und verschiedene Fernsehserien.
Slesar schrieb vor allem Kriminalromane und Thriller sowie die Drehbücher zu entsprechenden Filmen. Dabei stieß er auch in die Sphären der Science Fiction vor, wobei er sich allerdings nie ganz vom Thriller löste. Im deutschsprachigen Raum erschienen die meisten seiner Romane und Kurzgeschichten im Diogenes Verlag Zürich, anfangs auch mit Einführungen von Alfred Hitchcock. Die deutschen Übersetzungen besorgten zumeist Günther Eichel, Thomas Schlück, Barbara Rojahn-Deyk, Jobst-Christian Rojahn, Jürgen Bürger, Paul Baudisch, Christa Hotz und Thomas Bodmer.
Trotz der ernsten Thematik seiner Werke sprühen Slesars Texte oft vor Humor. Seinen Texten ist eine gewisse Selbstironie nicht abzusprechen, etwa seinem Kriminalroman „Murder at Heartbreak Hospital“ (dt. Mord in der Schnulzenklinik), der im Fernsehserien-Milieu spielt.

## Werke (Auswahl)

### Prosa
Romane
- 20 Million Miles to Earth (dt. Die Bestie aus dem Weltenraum. (Utopia-Großband #58) Erich Pabel Verlag, Rastatt 1957)
- The Gray Flannel Shroud (dt. Wer nicht wirbt, der stirbt. Goldmann Verlag, München 1961; Neuübersetzung als Das graue distinguierte Leichentuch, 1974, ISBN 3-257-20139-7)
- The Bridge of Lions (dt. Aktion Löwenbrücke. Diogenes Verlag, Zürich 1970, ISBN 3-257-20656-9)
- The Seventh Mask (dt. Die siebte Maske, 1971; ab 1987 unter ISBN 3-257-21518-5)
- Enter Murderers (dt. Vorhang auf, wir spielen Mord, 1975, ISBN 3-257-20216-4)
- The Thing at the Door (dt. Hinter der Tür, 1978, ISBN 3-257-20540-6)
- Murder at Heartbreak Hospital (dt. Mord in der Schnulzenklinik, 1990, ISBN 3-257-01862-2; Ausgabe 1993 unter ISBN 3-257-22560-1)

Deutschsprachige Anthologien der Kurzgeschichten
- A Bouquet of Clean Crimes and Neat Murders (dt. Erlesene Verbrechen und makellose Morde, 1964; mit einer Einleitung von Alfred Hitchcock, ISBN 3-257-20225-3)
- A Crime for Mothers and Others (dt. Ein Bündel Geschichten für lüsterne Leser. 16 Kriminalgeschichten, 1967; mit einer Einleitung von Alfred Hitchcock, ISBN 3-257-20275-X)
- Gesammelte Kriminalgeschichten, Zürich 1972; mit einer Empfehlung von Alfred Hitchcock, ISBN 3-257-00916-X
- Ruby Martinson (dt. Ruby Martinson. 14 Geschichten um den größten erfolglosen Verbrecher der Welt erzählt von einem Freunde, 1976, ISBN 3-257-01535-6)
- Schlimme Geschichten für schlaue Leser, Zürich 1980, ISBN 3-257-00992-5; Ausgabe 1999 unter ISBN 3-257-21036-1
- Coole Geschichten für clevere Leser, Zürich 1981, ISBN 3-257-01003-6; Ausgabe 2000 unter ISBN 3-257-21046-9
- Fiese Geschichten für fixe Leser, Zürich 1982, ISBN 3-257-05017-8
- Böse Geschichten für brave Leser, Zürich 1985, ISBN 3-257-21248-8
- Frisch gewagt ist halb gemordet, Zürich 1987, ISBN 3-257-21577-0
- Das Morden ist des Mörders Lust, Zürich 1988, ISBN 3-257-21602-5
- Der Schlaf des Gerechten, Lizenzausgabe Berlin 1988, ISBN 3-353-00367-3
- Rache ist süß, Zürich 1991, ISBN 3-257-21944-X
- Das Phantom der Seifenoper, Zürich 1991, ISBN 3-257-22409-5
- Eine Mordschance, Zürich 1997, ISBN 3-257-22979-8
- Rategeschichten für kluge Köpfe, Zürich 1998, ISBN 3-257-23104-0
- Mein Vater, der Kater, Zürich 2001, ISBN 3-257-23293-4
- Babyboom, Zürich 2002, ISBN 3-257-23331-0

### Drehbücher
Filme
- Das Testament des Magiers; auch: Das Fallbeil (Two on a Guillotine, 1965; auch Vorlage)
- Krieg der Spione (One of Our Spies Is Missing, 1966)
- Mord in der Rue Morgue (Murders in the Rue Morgue, 1971)
- Der Psychopath (The Maddening, 1995)
- Heartbreak Hospital (2002, auch Romanvorlage)

Fernsehserien und -Filme
- Alfred Hitchcock zeigt (Alfred Hitchcock Presents, 1961; teilweise auch Vorlage)
- Alfred Hitchcock zeigt (The Alfred Hitchcock Hour, 1962–1964; teilweise auch Vorlage)
- Solo für O.N.K.E.L. (The Man from U.N.C.L.E., 1966)
- Batman (Batman, 1966)
- The Edge of Night (1968–1983)
- One Life to Live (1968)
- Honeymoon with a Stranger (1969)
- Somerset (1971–1973)
- Ghost Story; aka: Circle of Fear (1972)
- Het Bloed kruipt (1985)
- Die Krimistunde (TV-Serie 1982–1988)
- Parkhotel Stern (1997)

### Verfilmungen nach seinen Vorlagen
- Terror from the Year 5000 (1958, Geschichte)
- Unglaubliche Geschichten (The Twilight Zone, 1963–1964; Geschichten)
- The Eyes of Annie Jones (1964, Geschichte)
- Vorhang auf, wir spielen Mord (Fernsehen 1978; Romanvorlage)
- Der Tod kommt durch die Tür (Fernsehen, 1983; Romanvorlage)
- Kaitô Ruby (1988; Geschichte)
- Il Sorvegliante (1993; Geschichte)
- Der große Lacher (1997; Geschichte)
- Die Prüfung (2000) (Geschichte)

## Auszeichnungen
- 1960 Edgar Allan Poe Award – Kategorie Bester Erstlingsroman für The Grey Flanell Shroud (dt. Wer nicht wirbt, der stirbt. Goldmann, München 1961)
- 1974 Emmy für The Edge of Night